# Judita Vaičiūnaitė
Viktorija Judita Vaičiūnaitė (ur. 12 lipca 1937 w Kownie, zm. 11 lutego 2001 w Wilnie) – litewska poetka i tłumaczka. 

## Życiorys
Urodziła się w rodzinie lekarza-psychiatry i literata Petrsa Vaičiūnasa. W 1959 ukończyła język i literaturę litewską na Wydziale Historyczno-Filologicznym Uniwersytetu Wileńskiego, gdzie studiowała m.in. z Tomasem Venclovą. Uczęszczała także do szkoły muzycznej.
W latach 1962–1966 pracowała w redakcji dziennika Związku Pisarzy Litewskich „Literatūra ir menas” („Literatura i Sztuka”), tygodnika „Kalba Vilnius” („Głos Wilna”) i „Naujasis dienovidis”.
Debiutowała jako poetka w 1956. Pierwsza książka nie została dopuszczona przez cenzurę. Kolejna „Pavasario akvarelės” („Wiosenne akwalere”) wyszła w 1960. Pisała także dla dzieci. Tłumaczyła na litewski m.in. Annę Achmatową, Siemiona Kirsanowa i Olgę Bergholc.
Twórczość Vaičiūnaitė tłumaczono na angielski, łotewski, norweski i rosyjski.
W 1997 odznaczona Krzyżem Oficerskim Orderu Wielkiego Księcia Giedymina.